# Ballygrant
Ballygrant (gälisch: Baile a’ Ghràna) ist eine Ortschaft im Nordosten der schottischen Hebriden-Insel Islay. Sie gehört administrativ somit zur Council Area Argyll and Bute. Ballygrant liegt an der A846, der Hauptstraße der Insel, welche die beiden Hafenorte Port Askaig und Port Ellen miteinander verbindet. Wenige hundert Meter östlich liegt Loch Ballygrant und etwa 1,5 km nördlich beginnen die Ufer des historisch bedeutenden Loch Finlaggan.

## Geschichte
Ballygrant war in der Vergangenheit Standort einer überregional bedeutenden Whiskybrennerei namens Lossit (teilweise auch als Ballygrant bekannt). Diese wurde im Jahre 1821 gegründet, jedoch schon 1860 wieder geschlossen. Die Lagerhäuser wurden anschließend noch einige Jahre lang von der nahegelegenen Brennerei Caol Ila genutzt.

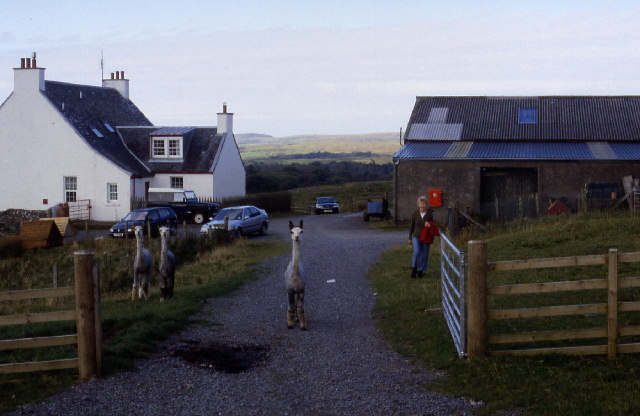
Lossit Farm
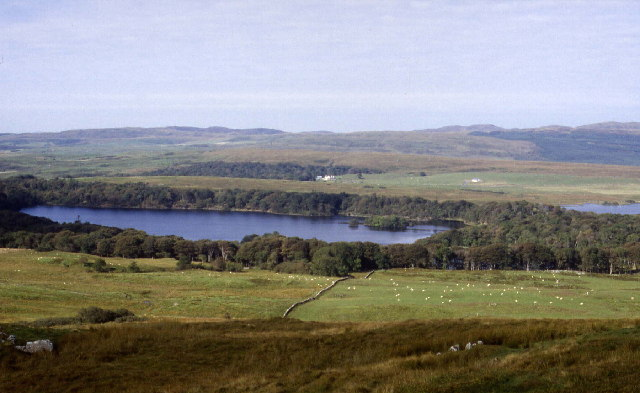
Loch Ballygrant
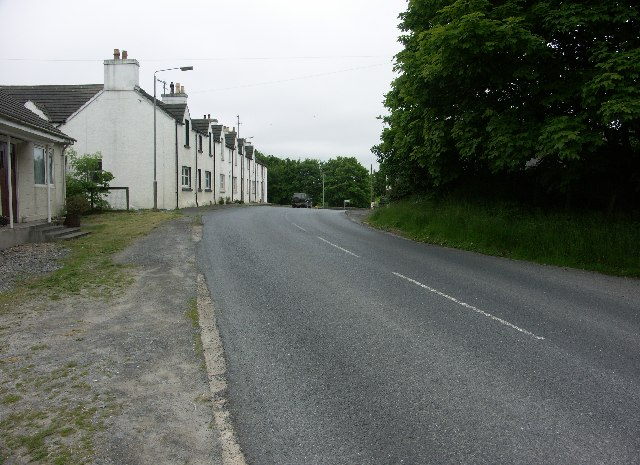
Hauptstraße durch Ballygrant